# Hermann Hoth
Hermann Hoth (ur. 12 kwietnia 1885 w Neuruppin, zm. 26 stycznia 1971 w Goslar) – niemiecki generał, uczestnik agresji na Polskę i Francję oraz ataku na Związek Radziecki. Odpowiedzialny za zbrodnie wojenne, skazany przez Międzynarodowy Trybunał Wojskowy w Norymberdze.

## Życiorys
Po skończeniu gimnazjum Hermann Hoth wstąpił do Pruskiego Korpusu Kadetów, a w 1904 jako oficer do Armii Cesarstwa Niemieckiego. Po skończeniu akademii wojskowej służył w 72 pułku piechoty Torgau. W czasie wybuchu I wojny światowej w stopniu kapitana wszedł do Wielkiego Sztabu Generalnego, następnie został dowódcą kompanii, szefem batalionu i oddziału lotniczego. Pod koniec wojny został oficerem sztabu generalnego dywizji piechoty.
W latach 1935–1938 dowodził 18 Dywizją Piechoty, a następnie XV Korpusem Pancernym w stopniu generała porucznika.
W czasie agresji na Polskę w 1939 roku dowodził XV Korpusem Pancernym, który znacznie przyczynił się do powodzenia całej operacji. W 1940 roku w czasie inwazji na Francję, również odniósł sukcesy. Podczas ataku na ZSRR dowodził 3 grupą pancerną, biorąc udział w działaniach w ramach Grupy Armii Środek. 9 lipca 1941 już jako generał pułkownik zdobył Witebsk. Od 5 października 1941 do 1 czerwca 1942 dowódca 17 Armii – 27 października 1941 zdobył na jej czele Kramatorsk. Następnie walczył na Ukrainie.
Wraz z rozpoczęciem operacji Friedericus 17 maja 1942 Hoth, ze swoją 17 Armią, 1 Armią Pancerną feldmarszałka Paula Kleista i 6 Armią feldmarszałka Friedricha Paulusa, nacierali na wojska radzieckiego marszałka Siemiona Timoszenki w celu zdobycia dogodnych pozycji wyjściowych w rejonie Charkowa do ofensywy letniej, która miała otworzyć drogę do Stalingradu.
1 czerwca 1942 Hoth został dowódcą 4 Armii Pancernej. W ramach Grupy Armii Don, dowodzonej przez Ericha von Mansteina, wojska pancerne Hotha usiłowały bezskutecznie przedrzeć się do okrążonych w Stalingradzie wojsk Paulusa.
W 1943 roku armia Hotha brała udział w bitwie na łuku Kurskim (Hoth został za nią odznaczony Krzyżem Rycerskim z Mieczami), a następnie w bitwie o Dniepr i obronie Kijowa, w wyniku której poniosła ciężkie straty. Uznany za winnego utraty tego miasta, Hoth został w listopadzie odsunięty przez Hitlera od dowodzenia, a miesiąc później przeniesiony do rezerwy. Do aktywnej służby został przywrócony dopiero w kwietniu 1945 roku, gdy Hitler mianował go dowódcą sił zbrojnych w rejonie Gór Harzu.
8 maja 1945 Hoth poddał się Amerykanom. Został osądzony przed Międzynarodowym Trybunałem Wojskowym w Norymberdze i uznany odpowiedzialnym za udział w przygotowaniach do wojny napastniczej i zbrodnie wojenne w podległych mu jednostkach armii niemieckiej. Został skazany na 15 lat więzienia w twierdzy. Zwolniony przedterminowo 7 kwietnia 1954. W 1958 napisał książkę o operacjach wojsk pancernych (Panzer-Operationen). Zmarł 26 stycznia 1971.

## Odznaczenia
Źródło:
- Odznaka za Rany w czerni
- Krzyż Żelazny (1914) – I i II klasy
- Order Hohenzollernów (Prusy) – królewski III klasy z mieczami (1918)
- Order Zasługi Wojskowej (Bawaria) – II klasy
- Odznaka Pancerna w srebrze
- Order Zasługi Wojskowej (Bułgaria) – IV klasy
- Medal Wojenny (Turcja)
- Krzyż Zasługi Wojskowej (Austria) – III klasy
- Krzyż Hanzeatycki (Hamburg)
- Krzyż Honorowy za Wojnę 1914/1918 (dla Frontowców)
- Krzyż Żelazny (1939 – ponowne nadanie) – I i II klasy
- Krzyż Rycerski Krzyża Żelaznego (27 października 1939)
  - liście dębu (17 lipca 1941)
  - miecze (15 września 1943)
- Odznaka za Długoletnią Służbę w Wehrmachcie – klasy I-IV
- Order Michała Walecznego (Rumunia) – III klasy